# 藤原四兄弟
藤原四兄弟是指日本奈良時代前半天平年間把握政权的藤原不比等的4个儿子的歷史用語。也有称为藤原四子等其他说法。

## 藤原四兄弟
- 藤原武智麻呂（680年 - 737年）（藤原南家開祖）
- 藤原房前（681年 - 737年）（藤原北家開祖）
- 藤原宇合（694年 - 737年）（藤原式家開祖）
- 藤原麻呂（695年 - 737年）（藤原京家開祖）

武智麻呂・房前・宇合是同母兄弟，麻呂则是異母兄弟。另、聖武天皇之母藤原宫子及聖武皇后的藤原光明子则是异母姐妹。

## 藤原四子政权
主持律令編纂及迁都平城京的不比等亡後，四兄弟经过了元正天皇・聖武天皇時代。后与長屋王展开了激烈权斗。在729年的长屋王之变中，四兄弟成功打倒長屋王政权。即在已任公卿武智麻呂（大納言）・房前（参議）之上经官人推举选拔宇合・麻呂为参議。9名公卿内四兄弟占据四席。自729年到737年間把握日本朝廷政治。这被称为藤原四子政权。
四子政权時代确立了律令財政，天平6年（734年）以官稻混合改革，正税，官稻一体化征收。天平8年（736年）公田地子缴纳入京。另、京及畿内设置惣管・平城京以西的每道派遣鎮撫使，之后節度使制度设立，治安管理进一步强化。对外派遣遣新羅使，并进行了東北遠征。
四兄弟在737年的天花大流行 （天平疫病大流行）中相继病死，藤原四子政权也迎来了终结。因四兄弟的儿子年轻，政权为光明皇后（不比等的女儿）的異父兄弟臣籍降下的橘諸兄（葛城王）以右大臣身份把持。後、四兄弟中宇合的儿子广嗣在740年兴兵討伐，被称为藤原广嗣之乱。藤原氏不任高层官僚的局面，持续到孝謙朝，武智麻呂之子丰成及其后的仲麻呂兴起。
藤原四兄弟分别形成了南家、北家、式家、京家。虽各自经历了兴衰过程，但其在政治，学問，文化各自留下了印记。关于这部分内容请参照藤原四家。

## 关联項目
- 藤原四家